# Mumford Engineering
Mumford Engineering Limited war ein britischer Hersteller von Automobilen.

## Unternehmensgeschichte
Das Unternehmen wurde am 19. September 1966 gegründet. Zunächst stellte es Anhänger her. 1973 begann die Produktion von Automobilen und Kits. Der Markenname lautete Mumford. Zwischen 1978 und 1983 ruhte die Automobilproduktion. Brian Mumford und Jennifer Frances Mumford waren ab 31. Dezember 1991 Direktoren. Der Firmensitz befand sich einige Jahre in Nailsworth in der Grafschaft Gloucestershire, ab dem 10. November 1994 in Manchester und ab dem 28. Juni 1995 in Salford in Greater Manchester. Am 7. April 1999 wurde das Unternehmen aufgelöst.
Insgesamt entstanden etwa elf Fahrzeuge.

## Fahrzeuge
Das einzige Modell war der Musketeer. Dies war ein Dreirad mit hinterem Einzelrad. Die Basis bildete ein Monocoque aus Aluminium mit speziellen Radaufhängungen. Der Motor kam wahlweise vom Vauxhall Viva oder Vauxhall Chevette, war vorne im Fahrzeug montiert und trieb über eine Kardanwelle das Hinterrad an.